# Alejandro Gaos González-Pola
Alejandro Gaos González-Pola (Orihuela, Alicante, 12 de noviembre de 1906 - Nuévalos (Monasterio de Piedra, Zaragoza), 12 de abril de 1958) fue un poeta, ensayista y profesor de literatura español, que tuvo una actuación destacada en los años de la II República y la posguerra.

## Vida y obra

### Años de formación
Era hijo de un notario gallego que acabó estableciéndose en Valencia. En su casa se respiró un ambiente de inquietudes intelectuales, políticas y artísticas (entre ellas, musicales) que hallaría reflejo en las trayectorias de algunos de sus numerosos y notorios hermanos: José, catedrático de filosofía y rector de la Universidad Central de Madrid durante la Guerra Civil; Ángel, intelectual y político de filiación comunista; Vicente, poeta y profesor de literatura; y Lola, actriz.
Cursó el bachillerato en el colegio de San José, de la Compañía de Jesús, y la carrera de Filosofía y Letras en la Universidad de Valencia. 
En 1931 publicó su primer libro de poesía: Sauces imaginarios y agua de alegría, prologado por José Díaz Fernández y comentado elogiosamente por Juan Piqueras en La Gaceta Literaria: un «libro de poemas con salubridad de costa mediterránea y calidez de huerta valenciana», que ponía de manifiesto en todo momento la condición de levantino de su autor: «Temperamento que se ha hecho en Levante, que conoce Levante y que sabe captar sus alientos más representativos», muy lejos del «podrido mundo de los llibrets de falla y de los antipoéticos juegos florales».
Le siguieron Tertulia de campanas (1932) e Ímpetu del sueño (1934). Este mismo año publicó una colección de ensayos en Crónicas literarias; y en 1936 La angustia romántica de nuestro tiempo. Por entonces colaboró en las revistas literarias locales Alfil y Murta.
En 1933 participó en los cursillos que el gobierno de la II República estableció para hacer frente a la prevista supresión de la enseñanza de las congregaciones religiosas. En su caso, los cursillos tuvieron lugar en el colegio de Chamartín de la Rosa, en Madrid, que había pertenecido a los jesuitas. En 1935 ganó las oposiciones a cátedra de segunda enseñanza y obtuvo plaza en el instituto de Cartagena. Ese mismo año pasó en comisión de servicios al instituto Blasco Ibáñez de Valencia.

### La guerra civil y la depuración
Al estallar la guerra civil se adhirió a la causa republicana. Ingresó voluntariamente en las milicias en diciembre de 1936 y desde el verano de 1937 permaneció adscrito al XIX cuerpo del Ejército popular de la República, con el rango de capitán, según consta en el expediente que le abrió el tribunal militar al término de la contienda. Participó en actos de propaganda revolucionaria, como la presentación de la obra de Alejandro Casona Nuestra Natacha en el Teatro Principal de Valencia, a beneficio de los hospitales de sangre y la columna de Hierro. Pero, contra lo que se ha afirmado en algunas ocasiones, su firma no aparece en la revista Hora de España, donde sí que colaboró su hermano Ángel, militante comunista. 
Terminada la guerra, fue detenido y pasó tres meses en la Cárcel Modelo de Valencia hasta que fue juzgado sumariamente en noviembre de 1939. La presentación de 23 avales de personas afectas al nuevo régimen, facilitó que sólo fuese condenado a la separación forzosa de la enseñanza, por no haberse presentado a sus destinos una vez acabada la guerra. Entre quienes le avalaron se contaban militares, eclesiásticos, «camisas viejas» falangistas, el poeta Rafael Duyos e incluso el rector de la Universidad de Valencia, José María Zumalacárregui Prat. En su descargo, el acusado hizo ver que se le estaban imputando actuaciones de sus hermanos. La Junta Dictaminadora Superior de la Depuración Docente así lo hizo constar: «Parece ser que ha pesado mucho el apellido al que habían dado triste nombradía las actuaciones en sentido subversivo de sus hermanos». Salió en libertad provisional el 26 de noviembre de 1939 y obtuvo la libertad definitiva el 6 de octubre de 1941.

### Tiempos de posguerra
En 1943 fue destinado al Instituto de Enseñanza Media de Requena, donde desempeñó su cátedra de Lengua y Literatura hasta su muerte. En estos años publicó dos libros de poesía: Vientos de la angustia (1947) y La sencillez atormentada (1951). En Prosa fugitiva (1955) —reseñada por Fernández Flórez en una tercera de ABC— reunió un conjunto de entrevistas a personajes del mundo cultural de la época con quienes mantuvo contacto y, en ocasiones, amistad.
En los años cincuenta colaboró en los diarios Levante y ABC y en la revista Índice.
Sobre los temas y el sentido de su poesía escribió Eusebio García Luengo: «La ternura, la soledad, el amor, los hijos, el misterio del destino, Dios por último como referencia suprema. He aquí los grandes temas líricos de la poesía de Alejandro Gaos. Cada uno de sus transparentes poemas, de sus poemas terriblemente sencillos y atormentados, nos hablan de esas cosas obsesionantes con un lenguaje: el del hombre que a solas consigo y mirando a su alrededor, se hace las eternas interrogaciones que a todos los verdaderos poetas del mundo han desvelado».
Falleció a consecuencia de un paro cardíaco (padecía hipertensión y ya había tenido una embolia cerebral unos años antes) en el Monasterio de Piedra (Zaragoza), cuando volvía de un viaje a Lourdes con alumnos y profesores del Instituto de Requena el 12 de abril de 1958.
En sus últimos años trabajó en un libro de poemas titulado Ganando la alegría, que no llegó a publicar.